# Resister (альбом)
Resister — третій студійний альбом австралійського скейт-панк гурт The Decline, виданий 12 червня 2015 на лейблі Pee Records в Австралії, а також на Bird Attack Records (США), Finetunes (Європа) та Bells On Records (Японія). В підтримку альбому гурт вирушив в світовий тур, зокрема по США, Мексиці, Японії, Європі та Австралії.

## Список композицій
| #   | Назва                         | Тривалість |
| --- | ----------------------------- | ---------- |
| 1.  | «New Again»                   | 01:54      |
| 2.  | «Giving Up is a Gateway Drug» | 03:01      |
| 3.  | «I Don't Believe»             | 02:23      |
| 4.  | «Almost Never Met You»        | 02:27      |
| 5.  | «The Blurst of Times»         | 02:56      |
| 6.  | «You Call This A Holiday?»    | 03:19      |
| 7.  | «Camberwell Street»           | 02:23      |
| 8.  | «Broken Bones»                | 02:49      |
| 9.  | «Wrecking Ball»               | 01:41      |
| 10. | «You're Not The Waitress»     | 02:16      |
| 11. | «Little Voices»               | 00:29      |
| 12. | «Underworld Tour»             | 02:50      |
| 13. | «Start Again»                 | 03:27      |

## Учасники запису
- Pat Decline – ведучий вокал, гітара
- Harry – ударні
- Ben Elliott – ведучий вокал, гітара
- Ray Ray  –бас-гітара, бек-вокал